# Gavojdia
Gavojdia (in ungherese Gavosdia, in tedesco Gawoschdia) è un comune della Romania di 2851 abitanti, ubicato nel distretto di Timiș, nella regione storica del Banato. 
Il comune è formato dall'unione di quattro villaggi: Gavojdia, Jena, Lugojel, Sălbăgel.